# تاربيسو (العراق)
كانت تاربيسو بلدة صغيرة حتى نُقلت سيطرة الإمبراطورية الآشورية إلى نينوى المجاورة بواسطة سنحاريب. تم بناء قصرين هناك، أحدهما من قبل أسرحدون لابنه وولي العهد، آشور بانيبال. تم العثور على معبدين في الموقع، أحدهما هو معبد نيرغال، الذي بناه سنحاريب، وأضيف إليه آشور بانيبال. سميت إحدى البوابات في الجدار الشمالي الغربي لنينوى على اسم نيرغال والطريق المؤدي من تلك البوابة إلى طربيو تم رصفه بالكامل بالحجارة من قبل سنحاريب.

## علم الآثار
تم التنقيب في تاربيسو بواسطة أوستن هنري لايارد، ثم السير هنري رولنسون تحت رعاية المتحف البريطاني في منتصف القرن التاسع عشر.

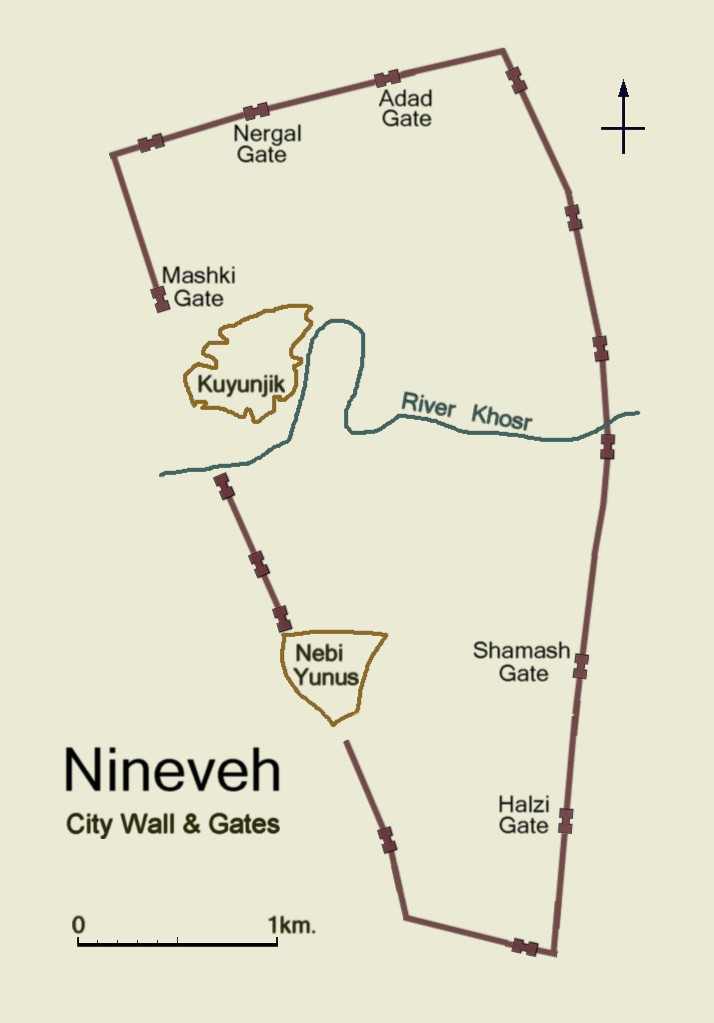
سور وبوابات نينوى